# Lommbock
Lommbock è un film del 2017 diretto da Christian Zübert.
Si tratta del sequel del film Lammbock (2001).

## Trama
Stefan e Kai si rincontrano dopo anni. Stefan è diventato un avvocato di successo a Dubai mentre Kai continua a vivere nella loro città natale. Inoltre Kai ha problemi di relazione e sta cercando di mettersi in contatto con il suo figliastro che si trova in guai seri con alcuni spacciatori. Kai e Stefan cercheranno di risolvere la situazione del ragazzo anche con l'aiuto del loro vecchio amico Frank.

## Produzione
Nel novembre 2015 Moritz Bleibtreu annunciò sulla sua pagina Facebook che sarebbe stato realizzato un sequel del film Lammbock, previsto per il 23 marzo 2017. Le riprese sono iniziate nell'agosto 2016.